# 极端环境探测车

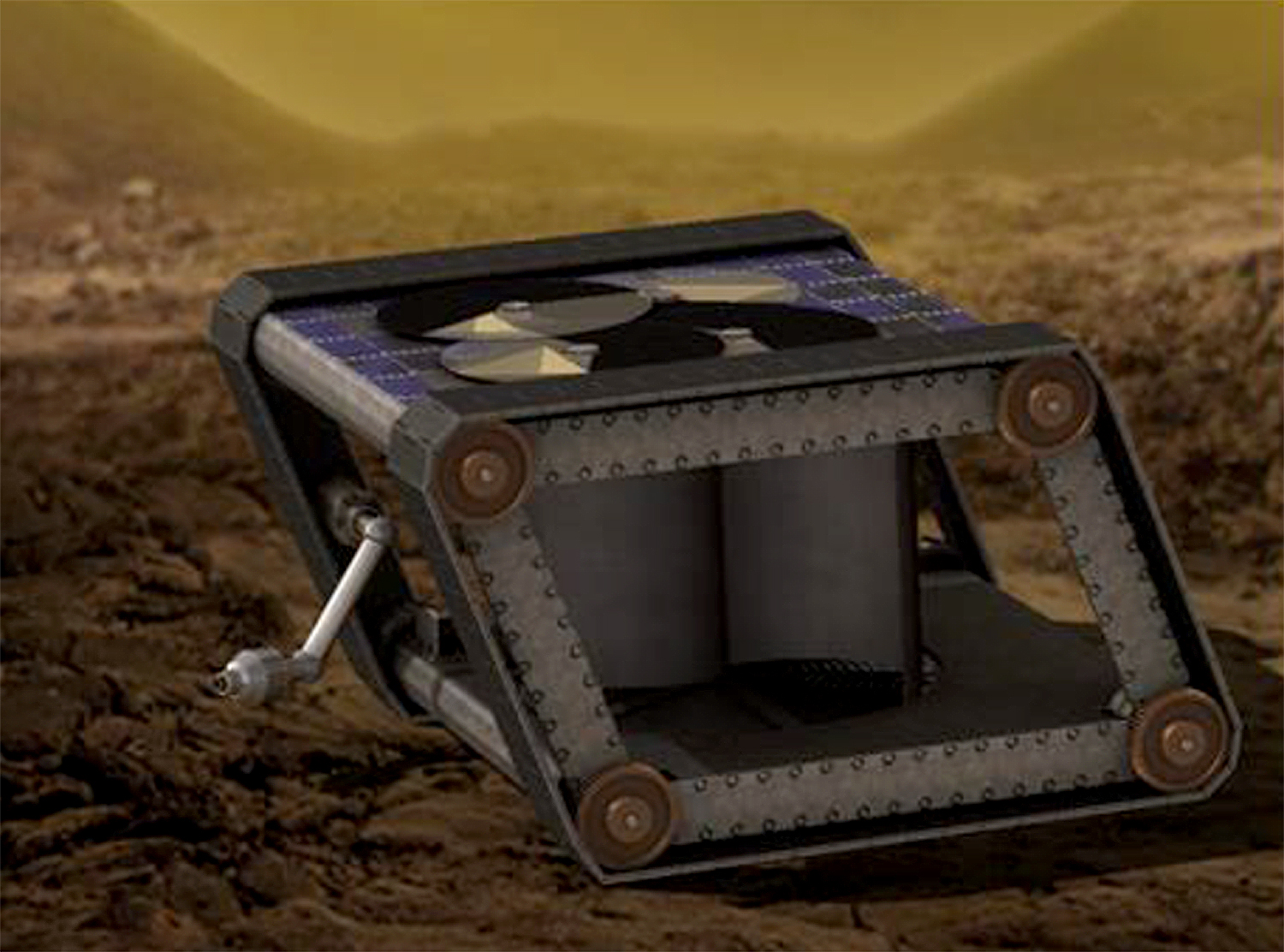
行走在金星表面的极端环境自动漫游车想像图，展示了漫游车框架内的风力涡轮机。

极端环境自动漫游车 (AREE) 是美国宇航局先进概念研究所提出的一个项目，旨在设计一部由风力机械计算机控制，可在金星环境下运行的探测器。金星大气层的密度约为地球的90倍，表面温度至少为摄氏462°(华氏864°)，在这种环境条件下任何常规电子计算机都将无法长时间正常运行。虽然极端环境自动漫游车专为探索金星而设计，但它也可改用于表面温度相对较高的水星、环境辐射强烈，传统电子设备难以使用的木卫二或木卫一上，以及地球上的熔岩流或高辐射地区。
该项目在2015年首次提出，并由美国宇航局“先进概念创新计划”资助，2016年进行第一阶段研究，2017-2018年实施第二阶段研究。

## 漫游车设计
虽然喷气推进实验室团队最初计划是设计一台全机械式漫游车，但很快就意识到与机电混合型车比这一设计理念不切实际。
极端环境自动漫游车的独特之处在于使用机械式模拟计算机而非电子数字计算机(其他无人航天器所用的，无法忍受金星的高温)。与巴贝奇分析机一样，该型漫游车不是使用一台通用的机械计算机，而是依靠一套分布在车内更简单且用途单一的设备，类似于二战中的舰载火控计算机。漫游车中的一些仪器也将使用纯机械传感器如：温度、风速、气压、地震活动等，甚至样品的化学成分都可用机械方法来测量。
极端环境自动漫游车主要由萨沃纽斯(Savonius)风力涡轮机提供动力，涡轮直接驱动车轮，并将能量储存在复合材料弹簧中。漫游车还将携带耐高温太阳能电池板 作为备用电源，并为电子科研仪器供电。 
极端环境自动漫游车设计中最具挑战性的工作是与地球的通讯，目前正在探索多种通信方案，包括耐高温应答器(transponder)、雷达回复反射器(radar retroreflectors)以及将数据记录在留声机式的载体上，然后通过氢气球传送给高空无人飞行器。   

## 目标
漫游车拟议的投放目标区为塞赫麦特山(Sekmet Mons)附近，之所以选择该地区，是因为它位于所有金星撞击坑抛出的喷发物之外，从而可让探测器能直接研究金星的火山地质。漫游车还将从着陆区向西北方向移动，穿越(并取样)数条熔岩流，拟议的着陆点也位于镶嵌地块区附近，这增加了探测器任务以探索镶嵌地形而结束的可能性。